# Thaumasia annecta
Thaumasia annecta là một loài nhện trong họ Pisauridae.
Loài này thuộc chi Thaumasia. Thaumasia annecta được Elizabeth Bangs Bryant miêu tả năm 1948.